# Dietrich von Plettenberg
Dietrich von Plettenberg (* 1609; † 1669 in Hildesheim) war Domherr in Münster und Hildesheim.

## Leben
Dietrich von Plettenberg entstammte dem Uradelsgeschlecht von Plettenberg, einem der ältesten und bedeutendsten Westfalens. Zahlreiche namhafte Persönlichkeiten sind aus ihm hervorgegangen. Er war der Sohn des Walter Heinrich von Plettenberg zu Nehlen und dessen Gemahlin Anna Elisabeth von Oer zu Nottbeck. Mit dem Erhalt der Tonsur am 27. Februar 1638 wurde er auf ein geistliches Leben vorbereitet und am 20. Februar 1642 für die Dompräbende des verstorbenen Domherrn Adolf Wolff von Metternich präsentiert. Auf Antrag seines gleichnamigen Cousins Dietrich, münsterischer Domkellner und Paderborner Dompropst, nahm er die Präbende in Besitz, ohne die vorgeschriebene Wartezeit von 21 Tagen zu erfüllen. Deswegen kam es zu einem langjährigen Prozess vor der Rota in Rom. Dieser hatte 1649 für ihn ein ungünstiges Ende. Dietrich besaß auch ein Domkanonikat in Hildesheim.